# Киркач-Антоненко Віталій Володимирович
Віта́лій Володи́мирович Кирка́ч-Анто́ненко (15 лютого 1987, Київ, Україна — 9 листопада 2022) — військовик Збройних сил України; учасник російсько-української війни.

## З життєпису
Народився 1987 року в місті Слов'янськ. Проживав у селі Майдан на Донеччині. Був членом ВО «Свобода».
До повномасштабного вторгнення Віталій з дружиною займались творчою діяльністю — виробляли у власній студії ексклюзивні прикраси ручної роботи з порцеляни і глини, які продавали здебільшого на міжнародний ринок.
У 2014—2015 роках волонтерив, продаючи товари через інтернет-магазин і купуючи необхідне для 95-ї бригади й інших підрозділів.
Під час копання окопів поблизу Слов'янська Віталій із побратимами знайшов тисячолітні жорна й вирішив передати їх до місцевого краєзнавчого музею. Інші бійці знайшли серп, сокиру, тесло, ручку від скриньки та ніж, котрі датуються приблизно тією ж добою, що й жорна. Вони пристали до ідеї передати знахідки до музею, що й зробили.
Загинув Віталій, захищаючи батьківщину, 9 листопада на Сватівському напрямку. У нього залишилась вагітна дружина Наталя. 19 травня 2023 року вдова Віталія народила від нього доньку, яку назвали Віталіною.

## Нагороди та вшанування
- Медаль «За військову службу Україні»
- Почесний громадянин Слов'янська (посмертно)